# Wolo (plaats)
Wolo is een bestuurslaag in het regentschap Grobogan van de provincie Midden-Java, Indonesië. Wolo telt 3839 inwoners (volkstelling 2010).